# تيفرتون (رود آيلاند)
تيفرتون (بالإنجليزية: Tiverton)‏ هي بلدة تقع بولاية رود آيلاند في الولايات المتحدة. تبلغ مساحتها 94.1 (كم²)، وترتفع عن سطح البحر 44 م، بلغ عدد سكانها 15780 نسمة في عام 2010 حسب إحصاء مكتب تعداد الولايات المتحدة وتصل الكثافة السكانية فيها 207.6 نسمة/كم2.

## توأمة
لتيفرتون (رود آيلاند) اتفاقيات توأمة مع:
- شينون

## أعلام
- روبرت غراي
- راسيل وارن
- أوليفر شيس

## وصلات خارجية
- www.tiverton.ri.gov
- The US50 - Cities and Towns in Rhode Island State
- Rhode Island Cities and Towns, Facts, Map, Flag, Colleges, Government, and More